# Nessefjorden
Nessefjorden er en lille fjordarm af Sognesjøen som er den yderste del af Sognefjorden i Vestland fylke i Norge. Den går ind i sydsiden af øen Sula i Solund kommune. Ved  indløbet ligger Kråkeneset mod øst og  Åboreneset i vest og Fluskjera og Fluskjerholmen ligger midt i indløbet. Fjorden strækker sig 6,5 kilometer mod nord. På vestsiden af den yderste del af fjorden ligger Nesøyna. Pollen ligger på vestsiden, nord for Nesøyna. På østsiden ligger Eidet ved søndre Eidsvågen. En kilometer længere mod nord ligger nordre Eidsvågen på nordsiden af Sula. Inderst i fjorden ligger Nessevågen og Nessa, som har givet navn  til fjorden.